# Ćutin Mali
Ćutin Mali je hrid u hrvatskom dijelu Jadranskog mora, kod otoka Cresa. Zapadno od hridi su Ćutin Veli i Cres.
Površine je 3.141 m², obalne crte 227 metara i visine 6 metara.
U Državnom programu zaštite i korištenja malih, povremeno nastanjenih i nenastanjenih otoka i okolnog mora Ministarstva regionalnoga razvoja i fondova Europske unije, spominje se kao "hrid".